# Facundo Waller
Facundo Federico Waller (Colonia, Uruguay; 9 de abril de 1997) es un futbolista uruguayo. Juega de centrocampista y actualmente es jugador del Club Atlético Huracán, de la Primera División de Argentina.

## Trayectoria

### Plaza Colonia
Debutó como profesional el 19 de abril de 2014, en el estadio Suppici, enfrentando a Rocha por la fecha 19 de la Segunda División 2013-14, fue titular en el empate 1 a 1, pero luego no tuvo continuidad.
En la temporada 2014-15, disputó sólo dos partidos, con un total de 23 minutos. Plaza Colonia tuvo una gran campaña y terminó el Campeonato Uruguayo de Segunda División 2014-15 en el segundo puesto, ascendiendo a la máxima categoría luego de 10 años.
Debutó en primera división el 15 de agosto de 2015, en la primera fecha del Campeonato Uruguayo de Fútbol 2015-16, frente Rentistas, siendo expulsado al minuto 70 y perdiendo por 2 a 1. Finalizó su primer torneo en la máxima categoría con siete presencias, dos de ellas como titular. 
En 2016 fue titular durante toda la temporada, consagrándose campeón del Torneo Clausura, el primer título de primera división en la historia del club, con lo que aseguró su participación en un torneo internacional. Posteriormente disputaron con Peñarol el título de campeón uruguayo, y Plaza Colonia fue derrotado por 3 a 1.
Waller debutó a nivel internacional en la Copa Sudamericana 2016, donde su equipo quedó eliminado en la Primera fase.

### Pumas de la UNAM
En 2020 fichó para el Club Universidad Nacional, de la Liga MX.

### Puebla
El 21 de diciembre de 2022, el Puebla anunció su fichaje. Firmó un contrato por 3 años y medio, quedando vinculado hasta junio de 2026.

### Huracán
En julio de 2025, luego de rescindir con Puebla, llegó a Huracán, en condición de libre.

## Selección nacional

### Trayectoria
Waller ha sido parte de la selección de Uruguay en las categorías juveniles sub-18 y sub-20.
Fue convocado por primera vez a la selección de Uruguay el 1 de octubre de 2015, el técnico Fabián Coito lo citó para comenzar el proceso del equipo para jugar el Campeonato Sudamericano Sub-20 de 2017 en Ecuador.
Debutó con la Celeste el 12 de octubre, en un partido amistoso disputado en el Franizni contra Rusia sub-17, ingresó en el segundo tiempo por Valverde con la camiseta número 20 y ganaron 2 a 1 luego de comenzar en desventaja.
El 12 de diciembre de 2016, fue convocado por Fabián Coito para entrenar en el complejo AUF, junto a otros 27 futbolistas. Fue confirmado en la lista definitiva el 29 de diciembre, para jugar el Campeonato Sudamericano Sub-20.
Waller defendió la Celeste en 7 oportunidades y convirtió un gol, en el último partido se coronaron campeones.
El 25 de abril fue confirmado en el plantel definitivo para viajar a Corea del Sur y jugar la Copa Mundial Sub-20.

### Participaciones en juveniles
En cursiva las competiciones no oficiales.
| Competición                                    | Sede          | Resultado     | Partidos | Goles | Asistencias |
| ---------------------------------------------- | ------------- | ------------- | -------- | ----- | ----------- |
| Torneo Cuatro Naciones Sub-19 de 2016          | Catar         | Subcampeón    | 4        | 0     | 0           |
| Copa Ciudad de la Independencia Sub-19 de 2016 | Chile         | Tercer puesto | 2        | 0     | 0           |
| Campeonato Sudamericano Sub-20 de 2017         | Ecuador       | Campeón       | 7        | 1     | 4           |
| Copa Mundial Sub-20 de 2017                    | Corea del Sur | Cuarto puesto | 1        | 0     | 0           |

### Detalles de partidos
| Con Uruguay Sub-20 | Con Uruguay Sub-20 | Con Uruguay Sub-20 | Con Uruguay Sub-20       | Con Uruguay Sub-20                 | Con Uruguay Sub-20                       | Con Uruguay Sub-20 | Con Uruguay Sub-20               | Con Uruguay Sub-20                                                                                   | Con Uruguay Sub-20 |
| N°                 | Rival              | Resultado          | Fecha                    | Lugar                              | Competencia                              | Goles              | Asistencias                      | Ref.                                                                                                 |                    |
| ------------------ | ------------------ | ------------------ | ------------------------ | ---------------------------------- | ---------------------------------------- | ------------------ | -------------------------------- | --- | ------------------ |
| 1                  | Rusia              | 2:1 (0:0)          | 12 de octubre de 2015    | Montevideo · Uruguay               | Amistoso                                 | -                  | -                                | 1 |                    |
| 2                  | Paraguay           | 4:3 (2:2)          | 22 de marzo de 2016      | Luque Paraguay                     | Amistoso                                 | -                  | -                                | 2 |                    |
| 3                  | Paraguay           | 2:2 (1:0)          | 24 de marzo de 2016      | Luque Paraguay                     | Amistoso                                 | -                  | -                                | 3 |                    |
| 4                  | Paraguay           | 1:1 (0:1)          | 26 de abril de 2016      | Canelones · Uruguay                | Amistoso                                 | -                  | -                                | 4 |                    |
| 5                  | Chile              | 2:2 (1:1)          | 2 de junio de 2016       | Montevideo · Uruguay               | Amistoso                                 | -                  | -                                | 5 |                    |
| 6                  | Chile              | 1:0 (1:0)          | 30 de agosto de 2016     | San Vicente de Tagua Tagua · Chile | Amistoso                                 | -                  | -                                | 6 |                    |
| 7                  | Chile              | 1:0 (1:0)          | 1 de septiembre de 2016  | Santiago · Chile                   | Amistoso                                 | -                  | -                                | 7 |                    |
| 8                  | Catar              | 1:2 (1:2)          | 18 de septiembre de 2016 | Doha Catar                         | Amistoso Torneo Cuatro Naciones          | -                  | -                                | 8 |                    |
| 9                  | Corea del Sur      | 0:1 (0:0)          | 21 de septiembre de 2016 | Doha Catar                         | Amistoso Torneo Cuatro Naciones          | -                  | -                                | 9 |                    |
| 10                 | Senegal            | 2:1 (0:0)          | 24 de septiembre de 2016 | Doha Catar                         | Amistoso Torneo Cuatro Naciones          | -                  | -                                | 10                                                                                                   |                    |
| 11                 | Senegal            | 1:4 (0:2)          | 28 de septiembre de 2016 | Doha Catar                         | Amistoso Torneo Cuatro Naciones          | -                  | -                                | 11                                                                                                   |                    |
| 12                 | Venezuela          | 3:1 (2:1)          | 5 de octubre de 2016     | Montevideo · Uruguay               | Amistoso                                 | 40'                | -                                | 12                                                                                                   |                    |
| 13                 | Chile              | 2:2 (1:1)          | 12 de octubre de 2016    | Talca · Chile                      | Amistoso Copa Ciudad de la Independencia | -                  | -                                | 13                                                                                                   |                    |
| 14                 | Ecuador            | 2:0 (0:0)          | 16 de octubre de 2016    | Talca · Chile                      | Amistoso Copa Ciudad de la Independencia | -                  | -                                | 14                                                                                                   |                    |
| 15                 | Venezuela          | 0:0                | 19 de enero de 2017      | Ibarra · Ecuador                   | Campeonato Sudamericano Fase de grupos   | -                  | -                                | 15                                                                                                   |                    |
| 16                 | Argentina          | 3:3 (1:2)          | 21 de enero de 2017      | Ibarra · Ecuador                   | Campeonato Sudamericano Fase de grupos   | -                  | 4' a R. Amaral                   | 16                                                                                                   |                    |
| 17                 | Perú               | 2:0 (1:0)          | 25 de enero de 2017      | Ibarra · Ecuador                   | Campeonato Sudamericano Fase de grupos   | -                  | -                                | 17                                                                                                   |                    |
| 18                 | Argentina          | 3:0 (2:0)          | 30 de enero de 2017      | Quito · Ecuador                    | Campeonato Sudamericano Hexagonal final  | -                  | 40' a M. Olivera 62' a R. Amaral | 18                                                                                                   |                    |
| 19                 | Brasil             | 2:1 (0:1)          | 2 de febrero de 2017     | Quito · Ecuador                    | Campeonato Sudamericano Hexagonal final  | -                  | 90+2' a M. Viña                  | 19                                                                                                   |                    |
| 20                 | Colombia           | 3:0 (1:0)          | 5 de febrero de 2017     | Quito · Ecuador                    | Campeonato Sudamericano Hexagonal final  | 41'                | -                                | 20                                                                                                   |                    |
| 21                 | Venezuela          | 0:3 (0:0)          | 8 de febrero de 2017     | Quito · Ecuador                    | Campeonato Sudamericano Hexagonal final  | -                  | -                                | 21                                                                                                   |                    |
| 22                 | Argentina          | 0:1 (0:0)          | 22 de marzo de 2017      | Montevideo · Uruguay               | Amistoso                                 | -                  | -                                | 22                                                                                                   |                    |
| 23                 | Argentina          | 1:2 (1:2)          | 12 de abril de 2017      | Buenos Aires Argentina             | Amistoso                                 | 26'                | -                                | 23                                                                                                   |                    |
| 24                 | China              | 1:3 (0:1)          | 8 de mayo de 2017        | Xi'an China                        | Amistoso                                 | -                  | 89' a R. Amaral                  | 24 (enlace roto disponible en Internet Archive; véase el historial, la primera versión y la última). |                    |
| 25                 | Corea del Sur      | 2:0 (1:0)          | 11 de mayo de 2017       | Cheongju Corea del Sur             | Amistoso                                 | -                  | -                                | 25 (enlace roto disponible en Internet Archive; véase el historial, la primera versión y la última). |                    |
| 26                 | Arabia Saudita     | 0:2 (0:1)          | 14 de mayo de 2017       | Goyang Corea del Sur               | Amistoso                                 | -                  | -                                | 26 (enlace roto disponible en Internet Archive; véase el historial, la primera versión y la última). |                    |
| 27                 | Italia             | 0:1 (0:0)          | 21 de mayo de 2017       | Suwon Corea del Sur                | Copa Mundial Fase de grupos              | -                  | -                                | 27 (enlace roto disponible en Internet Archive; véase el historial, la primera versión y la última). |                    |

## Estadísticas

### Clubes
Actualizado hasta su último partido disputado el 19 de abril de 2025.
| Club                          | Div.          | Temporada     | Liga  | Liga  | Liga   | Copas nacionales | Copas nacionales | Copas nacionales | Torneos internacionales | Torneos internacionales | Torneos internacionales | Total | Total | Total  |
| Club                          | Div.          | Temporada     | Part. | Goles | Asist. | Part.            | Goles            | Asist.           | Part.                   | Goles                   | Asist.                  | Part. | Goles | Asist. |
| ----------------------------- | ------------- | ------------- | ----- | ----- | ------ | ---------------- | ---------------- | ---------------- | ----------------------- | ----------------------- | ----------------------- | ----- | ----- | ------ |
| Plaza Colonia · Uruguay       | 2.ª           | 2013-14       | 2     | 0     | 0      | —                | —                | —                | —                       | —                       | —                       | 2     | 0     | 0      |
| Plaza Colonia · Uruguay       | 2.ª           | 2014-15       | 2     | 0     | 0      | —                | —                | —                | —                       | —                       | —                       | 2     | 0     | 0      |
| Plaza Colonia · Uruguay       | 1.ª           | 2015-16       | 22    | 0     | 2      | —                | —                | —                | —                       | —                       | —                       | 22    | 0     | 2      |
| Plaza Colonia · Uruguay       | 1.ª           | 2016          | 11    | 0     | 3      | —                | —                | —                | 2                       | 0                       | 0                       | 13    | 0     | 3      |
| Plaza Colonia · Uruguay       | 1.ª           | 2017          | 10    | 2     | 1      | —                | —                | —                | —                       | —                       | —                       | 10    | 2     | 1      |
| Plaza Colonia · Uruguay       | 1.ª           | 2019          | 30    | 6     | 5      | —                | —                | —                | —                       | —                       | —                       | 30    | 6     | 5      |
| Plaza Colonia · Uruguay       | 1.ª           | 2020          | 3     | 0     | 0      | —                | —                | —                | 1                       | 2                       | 0                       | 4     | 2     | 0      |
| Plaza Colonia · Uruguay       | Total club    | Total club    | 80    | 8     | 11     | 0                | 0                | 0                | 3                       | 2                       | 0                       | 83    | 10    | 11     |
| Pumas de la UNAM · México     | 1.ª           | 2020-21       | 33    | 1     | 3      | —                | —                | —                | —                       | —                       | —                       | 33    | 1     | 3      |
| Pumas de la UNAM · México     | Total club    | Total club    | 33    | 1     | 3      | 0                | 0                | 0                | 0                       | 0                       | 0                       | 33    | 1     | 3      |
| Atlético de San Luis · México | 1.ª           | 2021-22       | 32    | 3     | 2      | —                | —                | —                | —                       | —                       | —                       | 32    | 3     | 2      |
| Atlético de San Luis · México | 1.ª           | A-2022        | 17    | 1     | 2      | —                | —                | —                | —                       | —                       | —                       | 17    | 1     | 2      |
| Atlético de San Luis · México | Total club    | Total club    | 49    | 4     | 4      | 0                | 0                | 0                | 0                       | 0                       | 0                       | 49    | 4     | 4      |
| Club Puebla · México          | 1.ª           | C-2023        | 13    | 1     | 1      | —                | —                | —                | —                       | —                       | —                       | 13    | 1     | 1      |
| Club Puebla · México          | 1.ª           | 2023-24       | 4     | 0     | 0      | —                | —                | —                | —                       | —                       | —                       | 4     | 0     | 0      |
| Club Puebla · México          | 1.ª           | 2024-25       | 27    | 2     | 2      | —                | —                | —                | —                       | —                       | —                       | 27    | 2     | 2      |
| Club Puebla · México          | Total club    | Total club    | 44    | 3     | 3      | 0                | 0                | 0                | 0                       | 0                       | 0                       | 44    | 3     | 3      |
| C. A. Huracán Argentina       | 1.ª           | 2025          | 0     | 0     | 0      | —                | —                | —                | —                       | —                       | —                       | 0     | 0     | 0      |
| C. A. Huracán Argentina       | Total club    | Total club    | 0     | 0     | 0      | 0                | 0                | 0                | 0                       | 0                       | 0                       | 0     | 0     | 0      |
| Total carrera                 | Total carrera | Total carrera | 206   | 16    | 21     | 0                | 0                | 0                | 3                       | 2                       | 0                       | 209   | 18    | 21     |
| 1. 2. 3.                      |               |               |       |       |        |                  |                  |                  |                         |                         |                         |       |       |        |

### Selección nacional
Actualizado hasta su último partido disputado el 4 de febrero de 2020.
| Selección         | Año               | Amistosos | Amistosos | Amistosos | Eliminatorias | Eliminatorias | Eliminatorias | Continental | Continental | Continental | Mundial | Mundial | Mundial | Total | Total | Total  |
| Selección         | Año               | Part.     | Goles     | Asist.    | Part.         | Goles         | Asist.        | Part.       | Goles       | Asist.      | Part.   | Goles   | Asist.  | Part. | Goles | Asist. |
| ----------------- | ----------------- | --------- | --------- | --------- | ------------- | ------------- | ------------- | ----------- | ----------- | ----------- | ------- | ------- | ------- | ----- | ----- | ------ |
| Sub-20 · Uruguay  | 2015              | 8         | 1         | 0         | —             | —             | —             | —           | —           | —           | —       | —       | —       | 8     | 1     | 0      |
| Sub-20 · Uruguay  | 2016              | 7         | 0         | 0         | —             | —             | —             | 7           | 1           | 5           | —       | —       | —       | 14    | 1     | 5      |
| Sub-20 · Uruguay  | 2017              | 4         | 1         | 1         | —             | —             | —             | —           | —           | —           | 1       | 0       | 0       | 5     | 1     | 1      |
| Sub-20 · Uruguay  | Total             | 19        | 2         | 1         | 0             | 0             | 0             | 7           | 1           | 5           | 1       | 0       | 0       | 27    | 3     | 6      |
| Sub-23 · Uruguay  | 2020              | 3         | 0         | 0         | —             | —             | —             | 5           | 0           | 1           | —       | —       | —       | 8     | 0     | 1      |
| Sub-23 · Uruguay  | Total             | 3         | 0         | 0         | 0             | 0             | 0             | 5           | 0           | 1           | 0       | 0       | 0       | 8     | 0     | 1      |
| Total selecciones | Total selecciones | 22        | 2         | 1         | 0             | 0             | 0             | 12          | 1           | 6           | 1       | 0       | 0       | 35    | 3     | 7      |
| 1. 2.             |                   |           |           |           |               |               |               |             |             |             |         |         |         |       |       |        |

## Palmarés

### Títulos nacionales
| Título           | Equipo            | País    | Año    |
| ---------------- | ----------------- | ------- | ------ |
| Primera División | Plaza Colonia     | Uruguay | C-2016 |
| Primera División | C. Nacional de F. | Uruguay | I-2018 |

### Títulos internacionales
| Título                         | Equipo                      | Sede    | Año  |
| ------------------------------ | --------------------------- | ------- | ---- |
| Campeonato Sudamericano Sub-20 | Selección de Uruguay Sub-20 | Ecuador | 2017 |

### Distinciones individuales
| Distinción                                                                    | Año  |
| ----------------------------------------------------------------------------- | ---- |
| Jugador Yumbo del partido Wanderers - Plaza Colonia en el Campeonato Uruguayo | 2016 |

### Otras distinciones
- Copa Confraternidad: 2016[19]